# Tranzschelia cohaesa
Tranzschelia cohaesa är en svampart som först beskrevs av Long, och fick sitt nu gällande namn av Joseph Charles Arthur 1906. Tranzschelia cohaesa ingår i släktet Tranzschelia och familjen Uropyxidaceae.   Inga underarter finns listade i Catalogue of Life.